# Charles Leonard Bouton
Charles Leonard Bouton (* 25. April 1869 in St. Louis, Missouri; † 20. Februar 1922) war Mathematikprofessor an der Harvard University.
Seine Eltern, der Ingenieur William Bouton und Mary Rothery Conklin, siedelten nach dem Bürgerkrieg in St. Louis.
Bouton erlangte 1891 seinen Master of Science an der Washington University. Nach zwei Jahren in Leipzig promovierte er 1898 bei Sophus Lie und kehrte nach Harvard zurück. 1901/02 entdeckte er, dass sich das Nim-Spiel mit einer mathematisch einfach berechenbaren Strategie spielen lässt. Diese Untersuchung gilt heute als ältestes Ergebnis der Kombinatorischen Spieltheorie.
1914 wurde Bouton in die American Academy of Arts and Sciences gewählt.
1907 heiratete er Mary Spencer aus Baltimore, mit der er drei Töchter, Elizabeth, Margaret und Charlotte hatte.